# Козица (Фојница)
Козица је насељено место у Босни и Херцеговини у општини Фојница. Административно припада Федерацији Босне и Херцеговине, односно њеном Средњобосанском кантону. Према попису становништва из 2013. у насељу је било 12 становника, а већинску популацију у насељу чинили су Бошњаци.

## Становништво
По последњем службеном попису становништва из 2013. године у насељу је живело 12 становника, а село је било етнички хомогено са већинском бошњачком популацијом.
| Националност | 2013. | 1991.       | 1981.        | 1971.        |
| Бошњаци      | —     | 51 (98,08%) | 129 (100,0%) | 129 (100,0%) |
| остали       | —     | 1 (1,92%)   | 0            | 0            |
| Укупно       | 12    | 52          | 129          | 129          |